# Fathi Laabidi
Fathi Laabidi (arabe : فتحي العبيدي) est un entraîneur de football tunisien.

## Carrière
En mars 2012, il prend la direction de l'Olympique de Béja après avoir démissionné de l'Espoir sportif de Hammam Sousse.
Il est désigné en avril 2013 comme entraîneur adjoint du Club africain, avant de remplacer Faouzi Benzarti comme entraîneur principal, avant de reprendre son rôle d'adjoint.
En décembre 2016, il est limogé par le Al-Ahli Club après la fin de la phase aller du championnat.